# Бодлив каперс
Бодливият каперс (Capparis spinosa) е вид покритосеменно растение от семейство Каперсови (Capparaceae).

## Разпространение
Той е широко разпространен по Средиземноморието. Диворастящото се среща в Алжир, Иран, Крим, Кавказ, Средна Азия. Култивира се в Южна Европа и Северна Америка. Използват се недоразвитите цветни пъпки.

## Описание
Това е храст с пълзящи бодливи клони с дължина от 1 до 2 метра. Плодовете са с вретеновидна форма и с много семена. Имат аромат, подобен на синапа, и лютив вкус.

## Употреба
Събирането им е трудоемко, което обяснява и високата им цена. Най-ценени са най-дребните каперси, растящи в Южна Франция. Те са със силен аромат и наситен лимонов вкус. Цветните пъпки се употребяват най-често в прясно състояние, а по-рядко мариновани. Те са почти закръглени, малко сплескани, от едната страна са леко заострени, дълги до 1 cm. Доброкачествените пъпки в прясно състояние трябва да са цели, твърди, напълно затворени и с тъмен, масленозелен цвят. Те имат специфичен мирис, наподобяващ синаповия, и лют вкус. Старите, некачествени цветни пъпки на каперсите са почернели, омекнали и безвкусни.
На пазара се срещат няколко сорта каперси и се именуват според географския им произход.
След като бъдат обрани, каперсите се изсушават на слънце и се мариноват в оцет, вино, саламура или просто се поставят в сол за продажба по магазините. Така приготвени, каперсите придобиват наситен лимонов вкус, подобен на зелените маслини и подходящ за салати, заливки, сосове, топли и студени ястия, зеленчуци и различни видове меса. Много добре допълват салати от домати и патладжани. Идеални са за ястия от риба, а много често хората ги консумират направо от буркана.